# Carlos de Haes
Carlos de Haes (Brussel·les, 25 de gener de 1829 – Madrid, 17 de juny de 1898) va ser un pintor espanyol d'origen belga, un dels paisatgistes més importants de la segona meitat del segle xix.

## Biografia
Va néixer en el si d'una família comercial i financera, sense cap vinculació artística, que l'any 1835 es trasllada a Màlaga per motius econòmics. És allí on es va formar acadèmicament a Màlaga, sota les ordres de Luís de la Cruz i més endavant va marxar a Bèlgica, on viuria entre 1850 i 1855 aprenent de la mà de Joseph Quinaux. Se'l pot classificar com paisatgista dins de la tendència general del Realisme. Va ser catedràtic de pintura de Paisatge a l'Escola de la Reial Acadèmia de Belles Arts de San Fernando de Madrid des de 1857, quan rellevà Jenaro Pérez Villamil. Entre els seus alumnes van destacar Jaume Morera, Aureliano de Beruete, el gallec Francisco Llorens Díaz i Darío de Regoyos.
L'any 1871, i fins al 1876, Haes comença una campanya pictòrica pels Picos de Europa que donarà com a fruit un important nombre d'estudis de la zona. Els més abundants seran aquells en què utilitza una composició delimitada per dos o tres plans horitzontals, deixant una àmplia zona de cel on desplegar el seu mestratge en la creació d'ambients ennuvolats i atmosferes tempestuoses.
L'any 1873 és nomenat vocal del tribunal de les oposicions per a cobrir les places de pensionats per a l'Acadèmia de Belles Arts de Roma. És una època en què el pintor crea forts vincles personals amb els seus deixebles, sobretot amb Aureliano de Beruete i Jaume Morera. Amb el temps, aquest darrer esdevindrà el seu predilecte i auxiliar. Al seu costat traspassarà, en certa manera, la barrera purament professional per entrar en el terreny de l'amistat profunda i personal. Gràcies a ell, i al seu testimoni, hem pogut conèixer de primera mà aquells trets personals que humanitzaven i caracteritzaven al mestre belga.
L'any 1880, i gràcies a Jaume Morera, exposa per primera vegada a Catalunya. Ho fa a la Sala Parés de Barcelona, on mostrà una selecció de les seves millors obres. Posteriorment, i també acompanyat per Morera, realitza un intens i profitós viatge pel nord d'Europa, centrat sobretot en els paisatges i la llum propis de la Bretanya i la Normandia.
Carlos de Haes mor a Madrid, el 17 de juny de 1898, als 72 anys víctima d'una pneumònia.

## Obra
Seguint l'ideal acadèmic, considerava que la fi de l'art és la veritat que es troba en la imitació de la natura, font de tota bellesa de manera que el pintor ha d'imitar el més fidelment possible la naturalesa, ha de conèixer la natura i no deixar-se portar per la imaginació.
Era partidari de treballar del natural només els esbossos preparatoris, mentre que el quadre final devia, segons ell, ser acabat amb el treball clàssic de taller. Pel que fa a la tècnica, la seva pinzellada té connotacions impressionistes, però no el tractament de la llum i el color, allunyat de l'espontaneïtat i immediatesa d'aquest moviment pictòric.
El millor de la seva extensa obra (quatre mil quadres i apunts) es pot veure al Museu de Belles Arts de Màlaga, al Museu d'Art Jaume Morera (llegat Jaume Morera, 80 peces) i al Museu del Prado, que va rebre 183 obres de l'extint Museu d'Art Modern, al qual les havien donat els seus propis deixebles. Va realitzar exposicions per tot Europa, a ciutats com Baiona, Metz, París, Viena i Múnic, entre d'altres. A l'Institut d'Estudis Ilerdencs hi ha un conjunt d'11 dibuixos i 13 gravats seus.

## Exposicions rellevants
- 2006 - Carlos de Haes (1826-1898) al Museu d'Art Jaume Morera[7]

## Premis i reconeixements
- 1858, 1860 i 1862 - Primera Medalla Exposició Nacional de Belles Arts a Madrid.[8]